# Kultura angarska

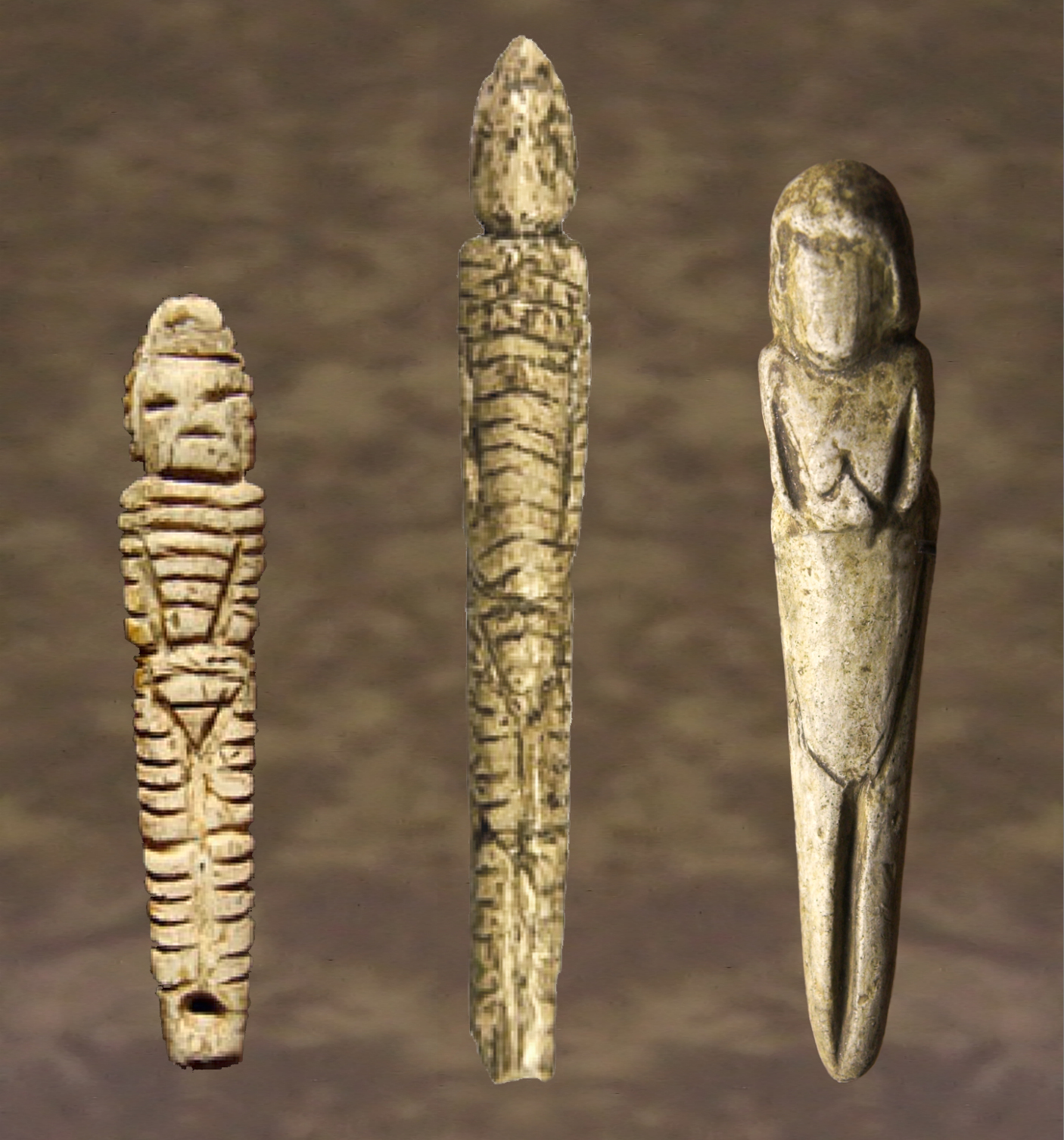
Paleolityczne Wenus z Malty

Kultura angarska – kultura archeologiczna górnego paleolitu z okolic jeziora Bajkał na Syberii. Nazwa pochodzi od rzeki Angara.
Do najważniejszych stanowisk należą Malta, Buret´ oraz Irkuck (kultura ta jest też nazywana maltańsko-burecką, datowana na okres około 23 tys. lat p.n.e.).
Twórcy tej kultury zamieszkiwali w długotrwałych obozowiskach, w szałasach o średnicy 3-4 m, zagłębionych w ziemi lub otoczonych płytami kamiennymi, o dachach wspartych na porożach renów. Przemysł kamienny z wyrobami przypominającymi mustierskie. Polowali głównie na mamuty, renifery i łosie. Wysoki poziom obróbki kości, rogu i kości słoniowej, przejawiał się m.in. w figurkach kobiet i ptaków.
W 2013 na stanowisku w Malcie MA-1 zidentyfikowano haplogrupę Y-DNA R* i mtDNA U*.